# Linha 20 do Metropolitano de São Paulo
A futura Linha 20–Rosa do Metrô de São Paulo será uma linha de metrô de São Paulo que atenderá além da capital, os municípios do Grande ABC de Santo André e São Bernardo do Campo. Essa linha ligará, em sua primeira fase, a futura Estação Santa Marina, da Linha 6-Laranja à Estação Prefeito Celso Daniel - Santo André. Ela terá como principal parada a cidade de Santo André, passando também pelas linhas 1-Azul, 2-Verde, 4-Amarela, 5-Lilás, 6-Laranja, 19-Celeste e 22-Marrom do Metrô e pelas linhas 7-Rubi, 8-Diamante, 9-Esmeralda e 10-Turquesa do sistema de Trens Metropolitanos. Terá 31,1km de extensão, 24 estações e uma demanda aproximada de 29,4 mil passageiros por hora em cada sentido. O início de suas operações, segundo à CMSP e o Governo do Estado de São Paulo está previsto para 2035.

## História
No ano de 2013, o governador Geraldo Alckmin (PSDB) anunciou o projeto de estender o Metrô de São Paulo até o ABC, seria a primeira vez que o modal iria ultrapassar os limites da capital paulista, o projeto se tratava da Linha 18-Bronze, financiado por parceria PPP (Parceria Público-Privado), o projeto teve relatoria do Deputado Estadual Orlando Morando (PSDB). No edital, a vencedora do certame iria realizar as obras além de deter da concessão de operação e ser responsável pela operação do do ramal, por 25 anos.
Em 2014, no ano seguinte ao anúncio do governador, a licitação do modal foi lançada e meses depois paralisada pelo governo do estado devido a indícios de direcionamento no processo licitatório, um novo edital deveria ter sido executado no mês de maio do referido ano, entretanto o projeto permaneceu em Stand-by. No dia 3 de julho de 2019, durante o anúncio do cancelamento da Linha 18-Bronze do Metrô, o governador João Doria anunciou um pacote de obras de mobilidade urbana do ABC Paulista, dentre eles a criação do BRT ABC, um corredor de ônibus rápido localizado no mesmo trajeto da recém extinta linha 18 e a liberação de estudos de viabilidade para execução de uma nova linha, denominada Linha 20-Rosa, que interligará a região da Lapa (Santa Marina) a região do ABC Paulista, em Santo André.
Em viagem oficial à Londres, 5 dias após reincidir o contrato de construção da linha 18, João Doria apresentou o novo projeto da linha 20 para investidores estrangeiros, o encontro fez parte do plano de desestatização da malha metro ferroviária proposto em sua gestão. Durante a execução do Plano Plurianual (PPA) 2020-2023 do governo do estado, a Deputada Estadual Carla Morando (PSDB), que possui domicílio eleitoral em São Bernardo do Campo apresentou uma emenda que garantia uma verba para o início da execução do projeto. uma vez tendo a ideia posta no PPA, o governo de São Paulo seria imposto a avançar no projeto de execução do trecho.
Após o anúncio do Governador João Doria sobre a contratação dos estudos de viabilidade da Linha 20, o prefeito de São Bernardo do Campo, Orlando Morando (PSDB) publicou em suas redes sociais uma montagem do metrô com o município ao fundo, o que gerou bastante crítica por parte da população, por se tratar ainda de um projeto extenso e demorado, algo que não estaria ao alcance da população tão cedo. Em novembro de 2021, o Metrô de São Paulo selecionou uma empresa que seria responsável pela elaboração do projeto de estudo do modelo econômico-financeiro e jurídico da Linha 20 rosa, a ideia seria atrair a participação de investidores, apresentando soluções inovadoras, como alternativas de exploração comercial e imobiliária ao longo da linha.
A execução da Linha-20 Rosa voltou a aparecer nos planos do governo do estado de São Paulo durante a gestão de Tarcísio de Freitas (REP). Em novembro de 2023, o governador destinou R$70,2 milhões para execução do projeto, os valores foram incluídos na LOA (Lei Orçamentária Anual), o projeto se encontra para votação na ALESP. Em Janeiro de 2024, foi apresentado um novo projeto básico da Linha 20, com pequenas modificações no percurso, mais precisamente na região da Avenida Faria Lima, onde antes a linha 20 iria integrar na estação da Linha 4 homônima à avenida, agora encontrarão na Estação Fradique Coutinho, a licitação para elaboração dos estudos básicos também foram lançados durante a apresentação. No mês de abril, quatro consórcios apresentaram suas propostas e em julho, houve a escolha do Consórcio MNEPI Linha 20 que será responsável pela elaboração dos projeto básico que dará subsídios para construção do ramal.

## Estações Previstas
| Sigla | Estação                             | Integração      | Município             |
| ----- | ----------------------------------- | --------------- | --------------------- |
| STM   | Santa Marina                        | Laranja         | São Paulo             |
|       | Lapa (Unificada)                    | Rubi e Diamante | São Paulo             |
|       | Vila Romana                         |                 | São Paulo             |
|       | Cerro Corá                          | Verde           | São Paulo             |
|       | Girassol                            |                 | São Paulo             |
|       | Teodoro Sampaio                     |                 | São Paulo             |
| FRA   | Fradique Coutinho                   | Amarela         | São Paulo             |
|       | Tabapuã                             |                 | São Paulo             |
|       | Jesuino Cardoso                     |                 | São Paulo             |
|       | Hélio Pellegrino                    | Celeste         | São Paulo             |
| MOE   | Moema                               | Lilás           | São Paulo             |
|       | Rubem Berta                         |                 | São Paulo             |
|       | Indianópolis                        |                 | São Paulo             |
| SAU   | Saúde–Ultrafarma                    | Azul            | São Paulo             |
|       | Abraão de Morais                    |                 | São Paulo             |
|       | Cursino                             |                 | São Paulo             |
|       | Arlindo Vieira                      |                 | São Paulo             |
|       | Liviero                             |                 | São Paulo             |
|       | Taboão–Paulicéia                    |                 | São Bernardo do Campo |
|       | Rudge Ramos                         |                 | São Bernardo do Campo |
|       | Afonsina                            |                 | São Bernardo do Campo |
|       | Príncipe de Gales                   |                 | Santo André           |
|       | Portugal                            |                 | Santo André           |
| SAN   | Prefeito Celso Daniel - Santo André | Turquesa        | Santo André           |

## Pátios
Segundo a Companhia do Metropolitano de São Paulo, a futura Linha 20-Rosa irá contar com dois pátios de manobras sendo Santa Marina e Santo André, que é extraoficialmente denominado como Pátio Rhodia, em função da localização das futuras instalações que serão na antiga fábrica da Rhodia, empresa do grupo francês Rhône-Poulenc em Santo André. O Pátio Santo André, uma área plana de cerca de 160 mil m² está localizado nas proximidades da atual estação Santo André da Linha 10-Turquesa, já o pátio Santa Marina está localizado ao lado da faixa de domínio da Linha 7-Rubi e se estenderá até a altura da Avenida Ermano Marchetti, numa área de 258 mil m², onde 183 mil m² serão dedicados para a área de estacionamento e manutenção de trens.